# A.C.A.B.
A.C.A.B.とは、英語で「全ての警官はクソ野郎」「ポリ公なんざクソ食らえ」を意味する"All Cops Are Bastards"のイニシャリズムである。「1312」とも表記される。

## 概要と歴史
キャッチフレーズ辞典によれば、ある記者が労働争議デモで逮捕され刑務所で一晩を過ごし、刑務所内の壁に書かれていた言葉を1977年に記事にしているのがA.C.A.B.の文献上の初出である。アクロニムでない完全なフレーズ自体は1920年代にまで遡るが、アクロニムでの記述は1970年代以降に出現している。
A.C.A.Bが一般に広まったのは1980年代のことで、オイ!と呼ばれるジャンルのパンク・ロックバンドである4-Skinsが同名のタイトルの曲を発表している。
2013年現在、スローガンとして世界中のアナキストなどに広く使われている。

## 使用法および用例
A.C.A.B.はタトゥーやグラフィティなどに用いられることが多い。
英国では、タトゥーとして指ごとに一文字ずつ書くか、あるいは指ごとの共通の関節に象徴的な小さな点を4つ書くことでA.C.A.B.を含意させる場合もある。
2011年1月7日、オランダの3人のアヤックスファンが「1312」という数字をプリントしたTシャツを着たことを理由に罰金刑を科された。それぞれの数字のアルファベットを当てはめると(1=A、2=B、3=C)となり、A.C.A.B.が原義とされたためである。